# سوفل کری کومس
سوفل کری کومس (به انگلیسی: Carey Coombs murmur) نشانه‌ای بالینی است که در در بیماران مبتلا به التهاب دریچه میترال ناشی از تب روماتیسمی حاد رخ می‌دهد. سوفل کری کومس صدایی کوتاه و میان‌دیاستولی است که نوک قلب شنیده می‌شود و با بهبود التهاب دریچه ناپدید می‌شود. سوفل کری کومس اغلب با ریتم گالوپ S3 همراه است و می‌توان آن را از سوفل دیاستولی تنگی دریچه میترال با عدم وجود صدای باز شدن میترال (opening snap) قبل از سوفل تشخیص داد. بهترین جا برای شنیدن سوفل کری کومس نوک قلب است. این سوفل ناشی از افزایش جریان خون در دریچه میترال ضخیم شده است.
این نشانهٔ پزشکی به افتخار متخصص قلب بریتانیایی کری کومس نامگذاری شده است.